# Thrixspermum flaccidum
Thrixspermum flaccidum är en orkidéart som beskrevs av Johannes Jacobus Smith. Thrixspermum flaccidum ingår i släktet Thrixspermum och familjen orkidéer. Inga underarter finns listade i Catalogue of Life.